# Summer-est 〜一番眩しい夏〜
『summer-est 〜一番眩しい夏〜』（サマーエスト・いちばんまぶしいなつ）は、東野純直の4枚目のシングル。1994年4月27日にテイチクエンタテインメントから発売。

## 概要
表題曲はテレビ朝日系『世界とんでも!?ヒストリー』のエンディングテーマ曲に使用された。
『君の翼は何色ですか』は福岡放送開局25周年記念イメージソングに使用された。

## 収録曲
特記以外作詞・全作曲：東野純直
1. summer-est 〜一番眩しい夏〜
  - 作詞：東野純直&佐藤ありす
  - 編曲：岡本洋
2. 君の翼は何色ですか
  - 編曲：東野純直&安部潤
3. summer-est 〜一番眩しい夏〜（Instrumental）